# Contea di Wuxi
La contea di Wuxi (cinese semplificato: 巫溪县; mandarino pinyin: Wūxī Xiàn) è un distretto di Chongqing. Ha una superficie di 4.030 km² e una popolazione di 514.200 abitanti al 2010.